# Eustathiidae
Eustathiidae é uma família de ácaros pertencentes à ordem Sarcoptiformes.
Géneros:
- Adelocaulus Peterson, Atyeo & Moss, 1980
- Alleustathia Gaud & Atyeo, 1967
- Cerceustathia Peterson, Atyeo & Moss, 1980
- Chaetureustathia Peterson, Atyeo & Moss, 1980
- Chauliacia Oudemans, 1905
- Echineustathia Gaud & McDaniel, 1969
- Elaphocaulus Peterson, Atyeo & Moss, 1980
- Eustathia Oudemans, 1905
- Glosseustathia Peterson, Atyeo & Moss, 1980
- Leptolichus Gaud & Atyeo, 1967
- Microchelys Trouessart, 1916
- Mimeustathia Peterson, Atyeo & Moss, 1980
- Neochauliacia Gaud & Atyeo, 1967
- Odonteustathia Gaud & Atyeo, 1967
- Phoceustathia Peterson, Atyeo & Moss, 1980
- Psepheustathia Peterson, Atyeo & Moss, 1980
- Rhadineustathia Peterson, Atyeo & Moss, 1980